# 植物繊維
植物繊維（しょくぶつせんい）は、植物からとれる天然繊維のこと。繊維を取り出す目的で採取や栽培を行う植物を繊維植物（Fiber crop）という。

## 概要
化学的には植物の細胞壁の骨格成分であるセルロースを主成分とする。陸生植物は基部を支持するためヘミセルロース、リグニンなどを含むマトリックス（基質）や油脂とともに維管束に沿って発達した細胞が連なり繊維を形成している。
植物繊維は種類によって可用となる繊維の長さや太さがまちまちであるため、用途ごとに同じ種類の植物から繊維を揃えて利用される。引っ張りに強い靭皮繊維は、文字通りものを紐や縄として結束したり、交差させて平面や立体を形づくって網や籠などを作ることができる。マニラアサの葉鞘は硬質の強固な繊維が得られるため、綱の材料として古くから利用された。ただし植物組織であるため、腐朽や汚染、虫や菌による食害が起こることもある。これを防止する工夫として、不要部分を除去し必要な繊維組織のみを取り出す加工が行われる。芭蕉布は、刈り取ったバショウの茎を木灰で煮出して得られた繊維を利用している。
繊維を細くできるものは糸として、これも交差させて平面にした布や、薄くできるものは紙（パピルス紙など）としても利用した。毛状の繊維は保温性に優れるが繊維が短いため、散逸しないように別の布などにくるんでまとめるなどの工夫が必要だった。やがて綿では綿毛から綿糸を作る製法が発明され、ほかの植物繊維と同様に利用が進み、衣服に裏打ちした間に充填したり、布団などとして防寒にも適した。植物繊維は衣服用途としては狩猟などから得られる毛皮や皮革などの動物繊維よりも比較的効率よく採集でき、通気性にも優れることから、やがて動物繊維が家畜から得られるようになった後も主要な材料となっていった。
なお、現代の紙は、植物からマトリクスであるリグニンおよびヘミセルロースを除去するパルプ化の後、パルプ繊維(細胞壁単位)を分離(離解)・叩解し、抄紙した素材である。セルロース繊維はその表面に水酸基を多数有するため、乾燥させると水素結合を形成して自己接着することで紙となる。乾燥後は、パルプ繊維の膨潤能・相互順応性が不可逆的に低下するホーニフィケーションと呼ばれる現象が起こる。布とは異なり、塗料を塗りこむことで防水性を持たせるなど、機能性モディファイが可能である。近年、パルプ繊維を様々な手法により解繊することで、セルロースナノファイバーが抽出され、ナノテクノロジー分野での応用研究が世界的に盛んである。例として、京都大学はセルロースナノファイバーを使ったシューズの開発・実用化を進めている。石油を主原料としないため製造工程で温室効果ガスの排出を減らせるほか、軽量で強度もあるため自動車部品に使えば燃費も向上し、地球温暖化対策への貢献が期待される。

## 分類
植物繊維は採取・利用する部位により、種子毛繊維、靭皮繊維、葉脈繊維、果実繊維に分類される。
種子毛繊維
植物（主にアオイ科）の種子を利用する繊維。綿やカポックなど。
靭皮繊維
植物の靭皮部を利用する繊維。亜麻や苧麻（ラミー）など。
葉脈繊維
植物（主にバショウ科）の葉脈を利用する繊維。マニラ麻やサイザル麻など。
果実繊維
ココヤシの果実内から採取される繊維。
なお、以上に分類されないその他の植物繊維にイグサ（藺草）の繊維がある。

## JISによる植物繊維の種類
JIS L 0204-1 : 1998「繊維用語（原料部門）－第1部：天然繊維」に記載されている植物繊維には以下のようなものがある（括弧内は英語表記）。

### 種子からの繊維
- 綿（cotton）
- アクンド（akund）
- カポック（kapok）

### じん皮繊維
- 大麻（hemp）
- えにしだ（broom）
- 黄麻（jute）
- ケナフ（kenaf）
- 亜麻（flax）
- ラミー（ramie）
- ローゼル（roselle）
- インド麻（sunn）
- ぼんてんか（urena）
- いちび（abutilon）
- パンガ（punga）
- 青色バシクルモン（bluish dogbane）

### 葉脈繊維
- マニラ麻（abaca）
- アフリカハネガヤ（alfa）en:Espartoを参照
- アロエ（aloe）
- フィキュー（fique）
- ヘネケン（henequen）
- マゲイ（maguey）
- ニュウサイラン（phormium）
- サイザル麻（sisal）
- タムピコ（tampico）

### 果実繊維
- ココヤシ（coir）

## 植物由来の合成繊維
近代以降では、セルロースを溶剤に溶かして再度繊維化させた再生セルロース繊維（広義の合成繊維の一種）も発達、様々な機能性を持った繊維が開発・利用されている。（東レ「爽竹」、クラボウ「凛竹」などの竹繊維など。）
更には、高分子素材をセルロースではなくとうもろこしのでんぷんに求めた「とうもろこし繊維」なども登場しており、こちらは微生物によって簡単に二酸化炭素と水に分解される性質があり、ごみとして廃棄されても環境負荷が小さいなどの特徴がある。

## その他の植物繊維
月桃繊維：クラボウが月桃と綿との混紡糸を2003年5月に開発し、沖縄県衣類縫製品工業組合が取り組むかりゆしウェアの生地として供給されている。